# Luís de Brito do Rio
 Luís de Brito do Rio (? – 3 de Outubro de 1726) foi um fidalgo português cavaleiro da Casa Real,  comendador da Ordem de Cristo, oficial do exército da arma da infantaria, senhor e herdeiro da casa e morgado dos seus antepassados.
Esta família descende de Gregório Mendez do Rio, que veio da Galiza para Portugal, nos meados do século XV, com seus filhos João Mendez do Rio e Lopo Mendez do Rio.
Este instituiu em Lisboa, no ano de 1501, um importante morgado, com capela no capítulo de São Domingos de Benfica.
Passou esta família à ilha Terceira, Açores, no principio do século XVIII, na pessoa de Luís de Brito do Rio, o qual nasceu em Elvas, e era filho de João de Brito do Rio, fidalgo da Casa Real, capitão de cavalos, senhor e administrador do dito morgado e capela de São Domingos e do morgado instituído em 1600 por D. Margarida de Vila Lobos, e de sua mulher D. Joana da Ponte. 1.° neto, pelo lado paterno, de Luís de Brito do Rio, senhor dos ditos morgados, e de sua mulher D. Joana de Lima; 2.° neto de Diogo de Brito do Rio e de sua mulher Francisca de Azevedo e Vasconcelos; 3.° neto de outro Diogo de Brito do Rio e de sua mulher Violante Borges; 4.° neto de João Mendes do Rio e de sua mulher Constança de Brito; e 5.° neto do mencionado Gregório Mendes do Rio.
Este Luís Brito do Rio, em 1707 passou à ilha Terceira como governador do Fortaleza de São João Baptista, em Angra do Heroísmo, cargo que exerceu até 1714, em que voltou para Lisboa.
Como se disse faleceu em 3 de Outubro de 1726, tendo casado na Igreja de São Salvador (Angra do Heroísmo), Sé de Angra do Heroísmo, e dos Açores em 5 de Outubro de 1710, com D. Bernarda Luísa de Bettencourt e Silveira.
Deste casamento nasceram:
1. João de Brito do Rio, que faleceu criança.
2. D. Isabel Josefa de Lima Corte Real de Brito do Rio, que casou com D. António Pimentel de Melo Ortis de Lacerda da Câmara.
3. D. Joana Xavier de Brito do Rio, que casou com José Joaquim de Lima Brandão, o qual faleceu em 17 de Outubro de 1748.
4. D. F… de Brito do Rio.